# Franciszek Masłocha
Franciszek Masłocha (ur. 7 sierpnia 1895 w Ludwikowie, zm. 2 czerwca 1920 pod Karolinem koło Brześćia) – podporucznik Legionów Polskich i Wojska Polskiego. Uczestnik I wojny światowej i wojny polsko-bolszewickiej. Kawaler Orderu Virtuti Militari.

## Życiorys
Urodził się w rodzinie Wincentego i Walerii z d. Susik. Absolwent szkoły realnej. Od sierpnia 1914 w Legionach Polskich. 28 lipca 1918 ukończył Szkołę Podchorążych Piechoty. Od listopada 1918 w odrodzonym Wojsku Polskim, podporucznik w II batalionie 8 pułku piechoty. Został mianowany dowódcą 8 kompanii z którą następnie walczył podczas wojny polsko-bolszewickiej.
Szczególnie odznaczył się 9 marca 1919 „w ramach gr. "Bug" pod Gródkiem Jagiellońskim na czele swojej kompanii zdecydowanym atakiem zdobył silnie umocnione pozycje nieprzyjaciela, co zdecydowało o sukcesie polskiego natarcia na tym odcinku”. Za tę postawę został odznaczony Orderem Virtuti Militari.
Poległ w walce pod Karolinem. Został pochowany w Łowiczu.
Był kawalerem.

## Odznaczenia
- Krzyż Srebrny Orderu Wojskowego Virtuti Militari nr 5783 – pośmiertnie, 4 października 1922[2][1][3]